# Julius Korir
Julius Korir, född den 21 april 1960, är en kenyansk före detta friidrottare som tävlade på 3 000 meter hinder. 
Korir deltog vid det första världsmästerskapet 1983 i Helsingfors där han blev sjua i hinderloppet på tiden 8.20,11. Hans största framgång kom året efter då han deltog vid Olympiska sommarspelen 1984 i Los Angeles. Han vann loppet på tiden 8.11,80 vilket var ett nytt personligt rekord. 

## Personliga rekord
- 3 000 meter hinder - 8.11,80 från 1984